# Elisabeth Sophia von Sachsen-Altenburg

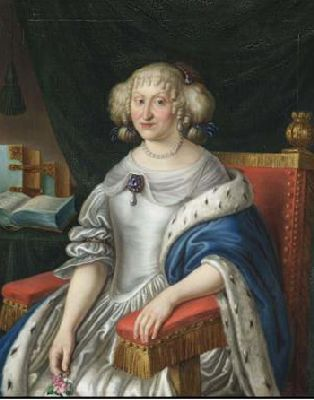
Prinzessin Elisabeth Sophia von Sachsen-Altenburg, spätere Herzogin von Sachsen-Gotha

Elisabeth Sophia von Sachsen-Altenburg (* 10. Oktober 1619 in Halle (Saale); † 20. Dezember 1680 in Gotha) war eine Prinzessin von Sachsen-Altenburg aus dem Haus der Ernestinischen Wettiner und durch Heirat Herzogin von Sachsen-Gotha.

## Leben
Elisabeth Sophia war das einzige Kind des Herzogs Johann Philipp von Sachsen-Altenburg (1597–1639) aus dessen Ehe mit Elisabeth (1593–1650), Tochter des Herzogs Heinrich Julius von Braunschweig-Wolfenbüttel. Elisabeth Sophia heiratete am 24. Oktober 1636 in Altenburg Ernst den Frommen, der 1640 Herzog von Sachsen-Gotha wurde. Als Heiratsgut erhielt Elisabeth Sophia 20.000 Gulden, worauf zur Sicherheit das Amt Roßla verpfändet wurde. Als Wittum wurden die Ämter Kapellendorf und Berka sowie das so genannte Gartenhaus in Weimar bestimmt.
Da das geltende Recht in Sachsen-Altenburg die weibliche Thronfolge nicht vorsah, wurde nach dem Tod ihres Vaters 1639 dessen Bruder, also ihr Onkel, Friedrich Wilhelm II. regierender Herzog von Sachsen-Altenburg. Dieser starb 1669 und auf ihn folgte sein minderjähriger Sohn Friedrich Wilhelm III., der jedoch 1672 im Alter von nur 15 Jahren ebenfalls verstarb. Mit dem Tode Friedrich Wilhelm III. war die ältere Linie des Hauses Sachsen-Altenburg in der männlichen Linie ausgestorben, Elisabeth Sophia war damit Haupterbin des Landes.
Ihr Gemahl Ernst der Fromme machte Erbansprüche geltend, und zwar aus doppeltem Berufungsgrunde, zum einen war er selbst als ernestinischer Wettiner mit dem ausgestorbenen Herzoghaus verwandt, zum anderen pochte er auf die Ansprüche seiner Frau. Sachsen-Weimar machte ebenfalls Ansprüche geltend und im Ergebnis wurde Sachsen-Altenburg geteilt, wobei der Löwenanteil einschließlich der Residenzstadt Altenburg an Sachsen-Gotha fiel. Damit war die neue ernestinische Linie Sachsen-Gotha-Altenburg gegründet, die bis 1825 existieren sollte.
Elisabeth Sophia überlebte ihren Mann fünf Jahre und erhielt infolge einer Änderung der Wittumsverschreibung aus dem Jahr 1640 die Ämter Reinhardsbrunn und Tenneberg. Unter dem Namen die Keusche war Elisabeth Sophia Mitglied der Tugendlichen Gesellschaft.

## Nachkommen
Aus ihrer Ehe mit Ernst hatte Elisabeth Sophia 18 Kinder:
- Johann Ernst (*/† 1638)
- Elisabeth Dorothea (1640–1709)

⚭ Landgraf Ludwig VI. von Hessen-Darmstadt (1630–1678)
- Johann Ernst (1641–1657)
- Christian (*/† 1642)
- Sophie (1643–1657)
- Johanna (1645–1657)
- Friedrich I. (1646–1691), Herzog von Sachsen-Gotha-Altenburg

⚭ 1. 1669 Prinzessin Magdalene Sibylle von Sachsen-Weißenfels (1648–1681)
⚭ 2. 1681 Prinzessin Christine von Baden-Durlach (1645–1705)
- Albrecht (1648–1699), Herzog von Sachsen-Coburg

⚭ 1. 1676 Prinzessin Marie Elisabeth von Braunschweig-Wolfenbüttel (1638–1687)
⚭ 2. 1688 Susanne Elisabeth Kempinsky (1643–1717), „Gräfin von Schwisitz und Altenhofen“
- Bernhard I. (1649–1706), Herzog von Sachsen-Meiningen

⚭ 1. 1671 Prinzessin Marie Hedwig von Hessen-Darmstadt (1647–1680)
⚭ 2. 1681 Prinzessin Elisabeth Eleonore von Braunschweig-Wolfenbüttel (1658–1729)
- Heinrich (1650–1710), Herzog von Sachsen-Römhild

⚭ 1676 Prinzessin Marie Elisabeth von Hessen-Darmstadt (1656–1715)
- Christian (1653–1707), Herzog von Sachsen-Eisenberg

⚭ 1. 1677 Prinzessin Christiane von Sachsen-Merseburg (1659–1679)
⚭ 2. 1681 Prinzessin Sophie Marie von Hessen-Darmstadt (1661–1712)
- Dorothea Maria von Sachsen-Gotha (1654–1682)
- Ernst (1655–1715), Herzog von Sachsen-Hildburghausen

⚭ 1680 Prinzessin Sophia Henriette von Waldeck (1662–1702)
- Johann Philipp (*/† 1657)
- Johann Ernst (1658–1729), Herzog von Sachsen-Saalfeld

⚭ 1. 1680 Prinzessin Sophie Hedwig von Sachsen-Merseburg (1660–1686)
⚭ 2. 1690 Gräfin Charlotte Johanna von Waldeck-Wildungen (1664–1699)
- Johanna Elisabeth (*/† 1660)
- Johann Philipp (1661–1662)
- Sophie Elisabeth (*/† 1663)